# Grupo de Escuelas Mixtas Alfonso XIII
El Grupo de Escuelas Mixtas Alfonso XIII es un edificio ecléctico que alberga la Consejería de Economía y Hacienda  que está ubicado en la Avenida Duquesa Duquesa, Ensanche Modernista de la ciudad española de Melilla.

## Historia

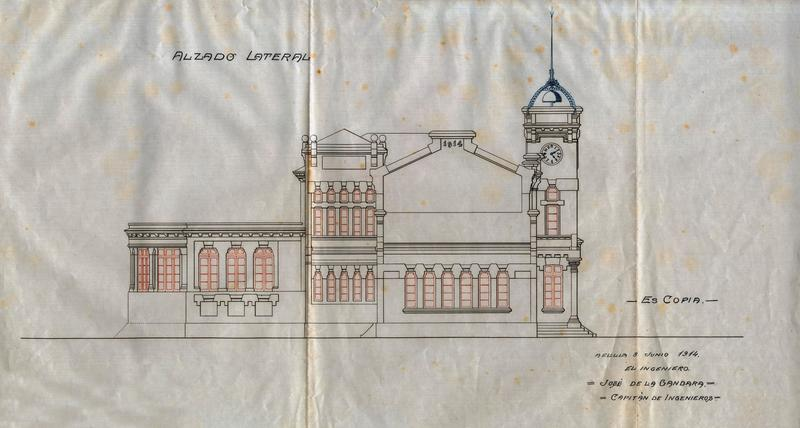
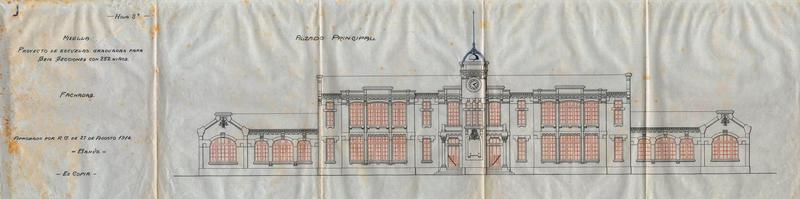
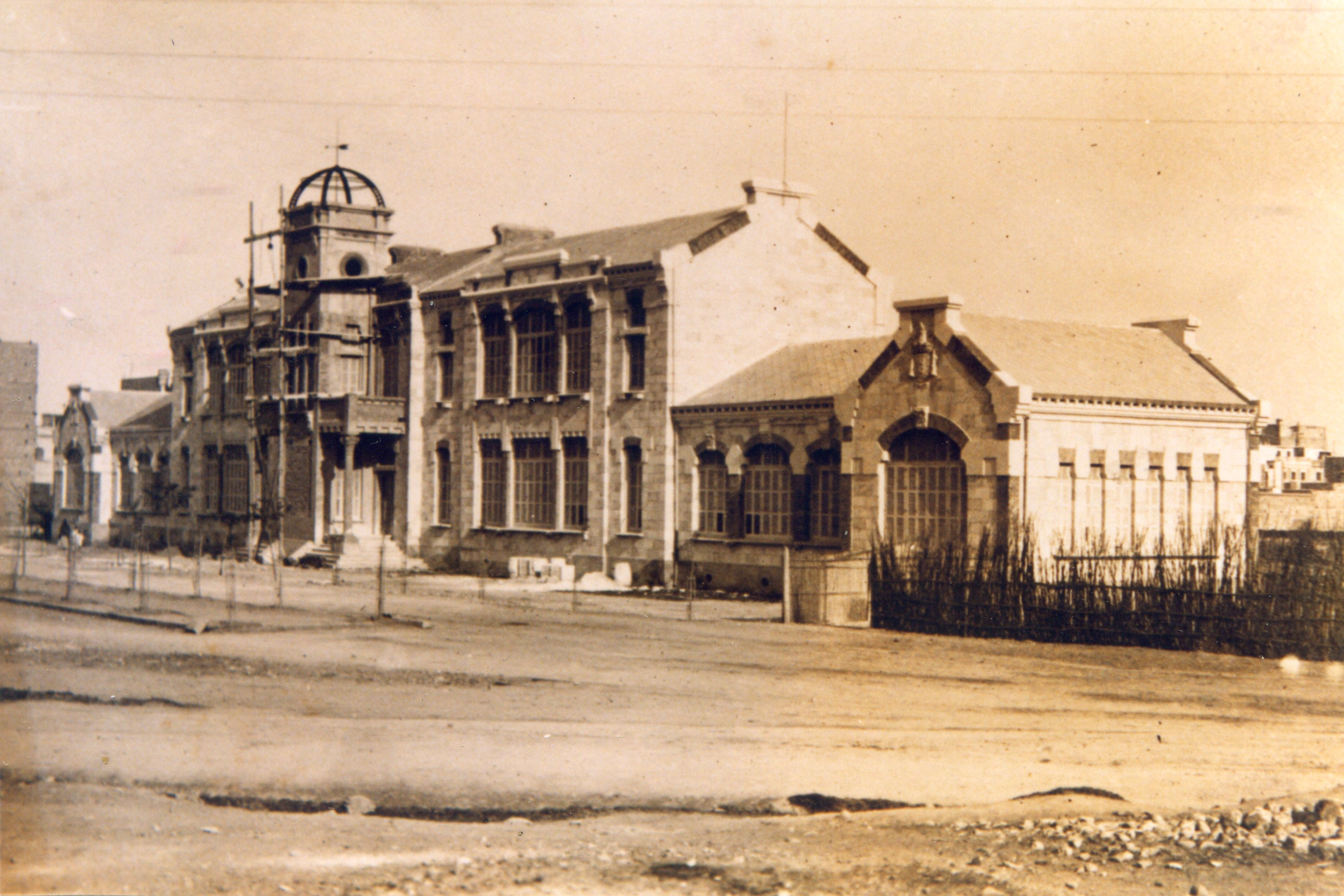
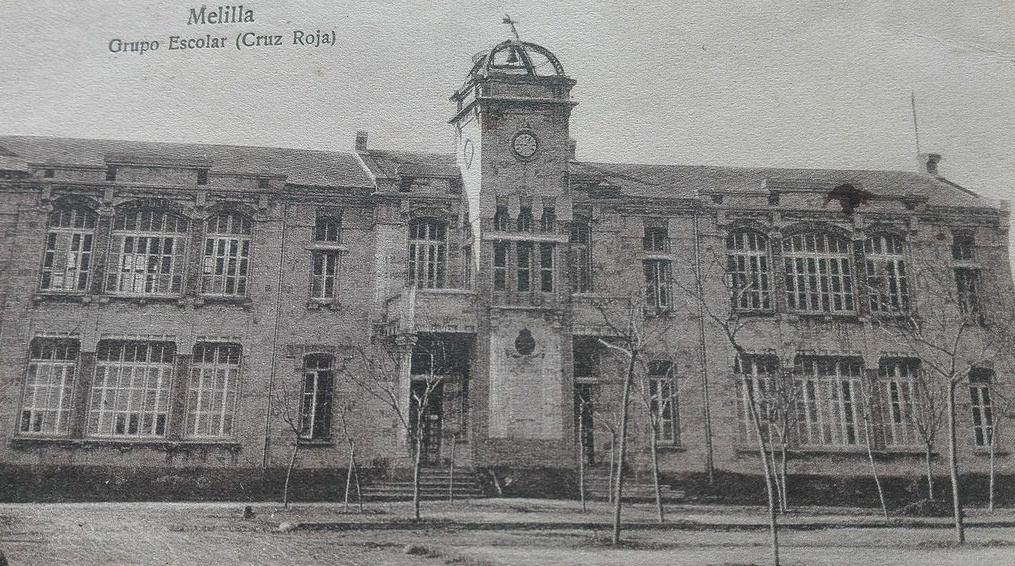

Planeado en 1914, el 6 de enero de 1915 se colocó la primera piedra y  se terminó en 1919, según proyecto de José de la Gándara para escuelas mixtas, aunque tras el desastre de Annual en 1921 pasa a ser hospital, desde 1922 de forma permanente con 200 camas y siendo el núcleo de desarrollo del Hospital de la Cruz Roja.
En la actualidad y tras un acuerdo entre Cruz Roja Española y la Ciudad Autónoma de Melilla, este edificio es sede de la Consejería de Economía y Hacienda desde 2012, tras una restauración que concluyó en el 2011.

## Descripción
Está construida con piedra de la zona y ladrillo macizo y vigas de acero para el tejado, cuenta con planta baja y principal y está compuesta por un cuerpo principal con dos alas.

### Exterior

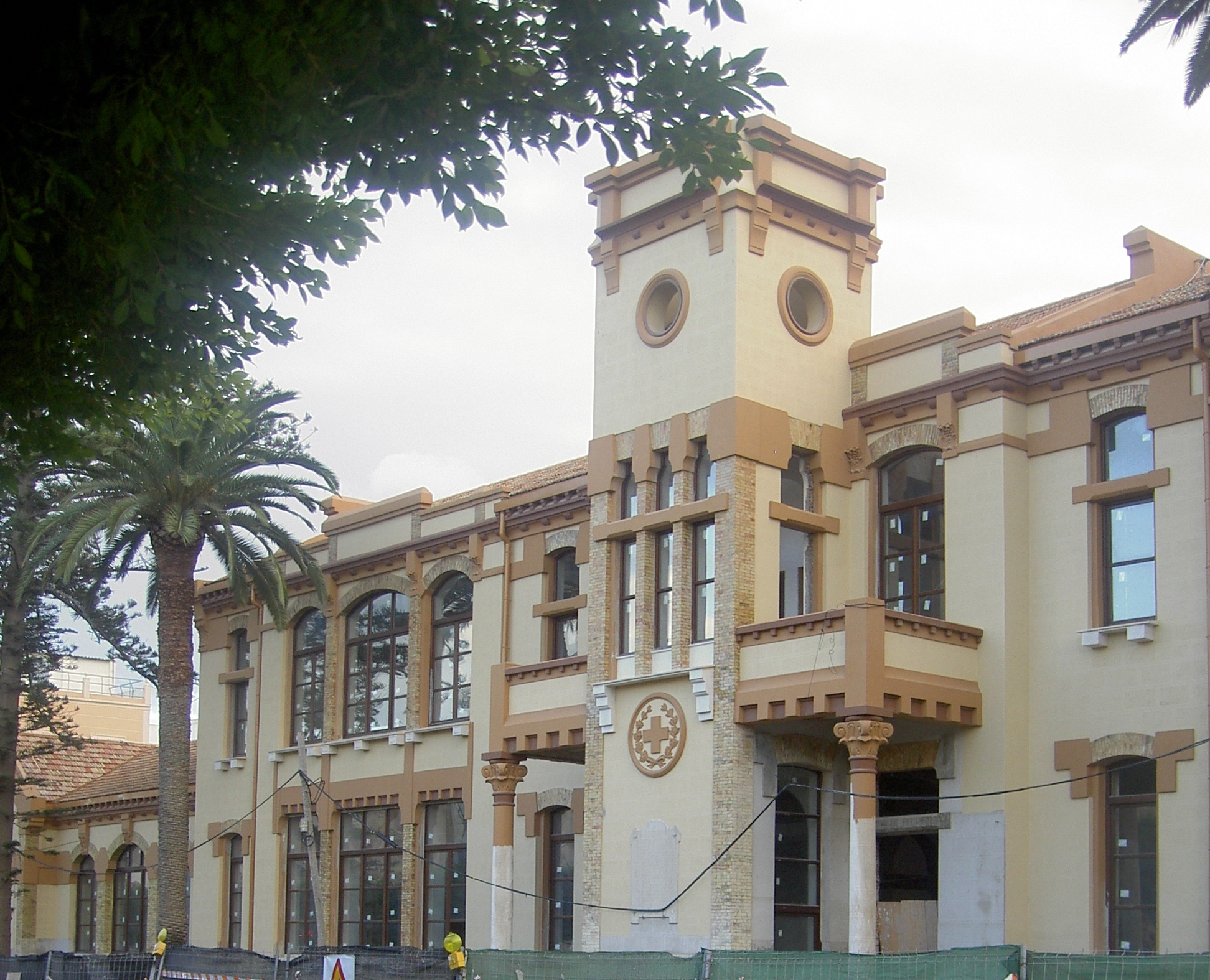

Destaca la torre central, ciega en la cara principal de la planta baja, con una ventana trífora en la planta principal, un reloj en la segunda y un campanario en la azotea, flanqueada, en la planta baja, por los porches de las dos entradas, cada con una columna corintia que sustenta una terraza superior. Las ventanas del resto del pabellón central son de arcos planos en el centro y arcos escarzanos, con ladrillo visto y las de las alas arcos escarzanos.

### Interior
Cuenta con un gran vestíbulo, con preciosas columnas corintias que dan acceso a una escalera imperial que tras su primer tramo, ofrece el ingreso a un gran salón hemicircular.